# 田中佐和
田中 佐和（たなか さわ、1947年10月29日 - ）は宗教法人神霊の家教主。

## 人物
大阪府大阪市出身。神霊の家創始者田中穂光の次女として生まれた。
中学生の頃にはラジオ大阪の番組に出演、また帝塚山学院短期大学の学生となった頃から朝日放送の制作番組である「仁鶴・きよしのただいま恋愛中」に出演した。この番組は一時期、中断されたが全国放送だったために、人気となり知名度があがり、1976年には「お答えいたします」というシングルもリリースされた（ブラックレコード BC-1008、ユニット名：ニッチモ＆サッチモ＋田中佐和）。
判断を答える時に、拍手を2回打って必ず「お答え、いたし、ます。」と言ってから答え始めるので、当時の話題となった。その他「青い空が見えます」、「冬の夜空が見えます」などと、独特なたとえを表した。
短大を卒業した後は、帝塚山学院大学に編入し、テレビ・ラジオ・雑誌などのマスコミはもとより、面接指導を行い学生と占師の多忙な生活を送る。なお1974年（昭和49年）以降は面接指導から手紙などによる通信指導を行っている。

## 著書
- 田中佐和の夢判断 霊感乙女が公開する神秘738例（サンケイドラマブックス、1972年、産業経済新聞社出版局）
- 夢の事典（1980年、東京新聞出版局）

## 出演
- 必殺仕業人 第20話「あんたこの志をどう思う」（1976年5月21日、ABC / 松竹） - 占い師 紅嵐（特別出演と表記）